# Génération (technique d'affichage)
Pour les articles homonymes, voir Génération.
La génération d'une technique d'affichage — généralement abrégé en GEN-8 ou en GEN-10, par exemple — désigne la taille des substrats utilisés pour la fabrication d'écrans permettant l'affichage des images (écran LCD, OLED...). L'échelle n'est pas normalisée et est celle définie par l'industrie. 

## Processus industriel
Les substrats ainsi produits sont ensuite découpés en fonction de la taille finale des écrans commercialisés ; cette découpe génère des taux de rejets, et donc des rendements industriels, plus ou moins bons selon la génération de substrats et la taille des écrans visés. Du fait de l'ampleur des investissements nécessaires, un délai de plusieurs années sépare la mise au point d'une nouvelle génération et la production effective correspondante : ainsi, en 2017, LG Group construisait une usine de près de neuf milliards de dollars américains faisant appel à des substrats GEN-9, pour une entrée en production en 2018, en envisageant la possibilité d'une évolution vers des panneaux GEN-10.

## Dimensions de chaque génération
Les tailles varient en partie parce qu'il n'y a pas de norme et en partie du fait de conversions fondées sur une mesure en pouces.

Différentes tailles de substrats.

|          | Longueur [mm] | Largeur [mm] | Année        | Source |
| -------- | ------------- | ------------ | ------------ | ------ |
| GEN 1    | 300           | 400          | 1990         | [ 4 ]  |
| GEN 2    | 370           | 470          |              |        |
| GEN 3    | 550           | 650          | 1996 .. 1998 | [ 5 ]  |
| GEN 3.5  | 600           | 720          | 1996         | [ 4 ]  |
| GEN 4    | 680           | 880          | 2000 .. 2002 | ,      |
| GEN 4.5  | 730           | 920          | 2000 .. 2004 | [ 6 ]  |
| GEN 5    | 1100          | 1250-1300    | 2002 .. 2004 | ,      |
| GEN 6    | 1500          | 1800--1850   | 2004 ..      | ,      |
| GEN 7    | 1870          | 2200         | 2006         | ,      |
| GEN 7.5  | 1950          | 2250         |              | [ 4 ]  |
| GEN 8    | 2160          | 2460         |              | [ 8 ]  |
| GEN 10   | 2880          | 3130         | 2009         |        |
| GEN 10.5 | 2940          | 3370         |              | [ 9 ]  |